# Zezé Sales
Maria José Batista de Sales, conhecida como Zezé Sales (São Gonçalo, 19 de março de 1969) é uma jogadora de handebol brasileira.

## Trajetória esportiva
Começou a jogar handebol na escola, por influência da irmã, depois de ter experimentado o atletismo, o basquete e o judô. Começou a carreira em 1995, no Clube Esportivo Mauá e, no ano seguinte, já fazia parte da seleção brasileira.
Conquistou a primeira medalha de ouro do handebol feminino nos Jogos Pan-Americanos de 1999 em Winnipeg. Fez parte da seleção brasileira que pela primeira vez disputou os Jogos Olímpicos de 2000 em Sydney.
Desde 2003 joga e dirige a equipe Z5 Handebol, de handebol de areia, que leva seu nome e número. Conquistou títulos brasileiros no handebol de areia nos anos de 2005 e 2009; pan-americano em 2008; mundiais em 2005 e 2006; e quatro estaduais do Rio de Janeiro em 2009, 2010, 2011 e 2013 (aos quarenta e quatro anos).
É uma das maiores jogadoras de handebol do Brasil, sendo vinte e duas vezes seguida campeã estadual jogando pelo Clube Esportivo Mauá, de 1985 a 2006.

### Títulos
1985
- Vice-campeã estadual juvenil
- Campeã estadual infanto
- Campeã Taça Rio juvenil
- Campeã Torneio Inverno de Teresópolis
- Campeã estadual adulto
- 4º na Taça Brasil juvenil

1986
- Campeã estadual juvenil
- Bicampeã Copa Rio juvenil
- Bicampeã estadual adulto
- Vice-campeã Taça Rio adulto
- Vice-campeã Torneio Internacional do Rio de Janeiro
- 4º na Taça Brasil adulto
- 3º no Campeonato Estadual infanto

1987
- Tricampeã estadual adulto
- Tricampeã Taça Rio juvenil
- Bicampeã estadual juvenil
- Campeã Taça São Gonçalo adulto
- Vice-campeã Circuito Nacional adulto
- 3º na Taça Brasil adulto
- 4º na Taça Brasil juvenil

1988
- Tetracampeã estadual adulto
- Campeã da Taça Brasil juvenil
- Campeã do Torneio Internacional de São Paulo
- Campeã estadual junior
- Vice-campeã Taça Brasil adulto
- Vice-campeã Torneio Início
- 3º no estadual juvenil
- 6º no Circuito Nacional adulto

1989
- Pentacampeã estadual adulto
- Campeã Jogos Abertos do Rio de Janeiro
- Vice-campeã brasileira junior
- 3º na Taça Brasil adulto

1990
- Hexacampeã estadual adulto
- Bicampeã Jogos Abertos do Rio de Janeiro
- Campeã Master Brasileiro
- Campeã Taça São Gonçalo
- Vice-campeã da Taça do Brasil
- Vice-campeã brasileira adulto

1991
- Heptacampeã estadual adulto
- Tricampeã dos Jogos Abertos do Rio de Janeiro
- Campeã na Taça Brasil adulto
- Campeã do Dia Olímpico
- Campeã da Semana Olímpica
- Campeã universitária
- 3º no brasileiro adulto

1992
- Octacampeã estadual adulto
- Tetracampeã Jogos Abertos do Rio de Janeiro
- Bicampeã Taça Brasil adulto
- Bicampeã Dia Olímpico
- Bicampeã da Semana Olímpica
- Campeã brasileira adulto
- Campeã sul-americana de clubes adulto

1993
- Eneacampeã estadual
- Pentacampeã dos Jogos Abertos do Rio de Janeiro
- Tricampeã Taça Brasil adulto
- Tricampeã Dia Olímpico
- Bicampeã sul-americana de clubes adulto
- Bicampeã brasileira adulto
- Campeã dos Jogos Abertos Brasileiros
- Campeã de Inverno de Beach Handball

1994
- Decacampeã estadual
- Tetracampeã da Taça Brasil
- Tetracampeã do Dia Olímpico
- Tricampeã brasileira de clubes
- Tricampeã sul-americana de clubes
- Bicampeã dos Jogos Abertos Brasileiros
- Campeã dos Jogos Abertos de São Paulo
- Bicampeã de Inverno de Beach Handball
- Campeã Copa Cabo Frio de Beach Handball

1995
- Hendecacampeã estadual
- Pentacampeã Taça Brasil
- Tetracampeã brasileira de clubes
- Tetracampeã sul-americana de clubes
- Campeã do Torneio de Beach Handebol em Campos dos Goytacazes- RJ

1996
- Dodecacampeã estadual
- Pentacampeã brasileira de clubes
- Tricampeã dos Jogos Abertos Brasileiros
- Campeã da 1ª Copa do Brasil
- Campeã da Taça Cidade de Vitória de Beach Handball
- Campeã Copa São Paulo
- Campeã estadual de beach handball

1997
- Trisdecacampeã estadual
- Bicampeã estadual de beach handball
- Campeã da Copa Mercosul
- Vice-campeã da Liga Nacional
- Campeã da Taça Rio
- Vice-campeã dos Jogos Abertos do Rio de Janeiro
- Campeã brasileira de beach handball

1998
- Tetradecacampeã estadual
- Tricampeã estadual de beach handball
- Vice-campeã sul-americana de clubes
- Vice-campeã Copa Mercosul
- Vice-campeã da Curitiba Internacional Cup
- Vice-campeã da Copa do Brasil
- 3º nos Jogos Abertos Brasileiros
- 4º na Liga Nacional
- Bicampeã da Copa Rio
- Campeã dos Jogos Abertos do Rio de Janeiro

1999
- Tricampeã da Taça Rio
- Pentadecacampeã estadual adulto
- Vice-campeã da Copa do Brasil
- Campeã dos Jogos Abertos do Rio de Janeiro
- Campeã estadual universitária
- 3º na Copa Mercosul
- Tetracampeã estadual de beach handball
- 3º no sul-americano de clubes
- Campeã da Liga Nacional

2000
- Tetracampeã da Taça Rio
- Hexadecacampeã estadual adulto
- Vice-campeã da Copa do Brasil
- Campeã do Torneio Inicio adulto
- Vice-campeã dos Jogos Abertos Brasileiros
- Vice-campeã da Liga Nacional
- Campeã dos Jogos Abertos do Rio de Janeiro
- Pentacampeã de beach handball

2001
- Vice-campeã da Liga Nacional
- Heptadecacampeã estadual adulto
- Vice-campeã da Copa do Brasil
- Campeã dos Jogos Abertos do Rio de Janeiro
- Vice-campeã dos Jogos Abertos Brasileiros
- Campeã da Curitiba Internacional Cup

2002
- 4º lugar na Copa do Brasil
- Octadecacampeão estadual adulto
- Vice-campeã dos Jogos Abertos Brasileiros
- 4º lugar da Liga Nacional
- Campeã dos Jogos Abertos do Rio de Janeiro
- 1º lugar Taça 20 anos do Mauá
- 1º lugar JABS

2003
- Campeã do campeonato paulista
- Enedecacampeão estadual adulto
- Vice-campeã da Copa do Brasil
- Bicampeã da Liga Nacional
- Campeã dos Jogos Abertos do Rio de Janeiro
- Campeã dos Jogos Abertos de São Paulo

2004
- Campeã dos Jogos Abertos do Rio de Janeiro
- Icosa (20º) campeão estadual adulto
- 1º lugar JABS
- Tricampeã da Liga Nacional

2006
- Campeã mundial de handebol de areia